# Вариациите на еднорога
Вариациите на еднорога или Вариации на тема еднорог (на английски: Unicorn Variations) е сборник кратки произведения на Роджър Зелазни, публикуван през 1983 г. Сборникът е отличен с награда Локус за 1984 г.

## Издания на български език
- 1999 - „Вариациите на еднорога“ Издателство: „Бард“. Превод: Росица Желязкова. (ISBN 954-585-025-6)[1]